# سوناكوم ام 210 و ام 230
سوناكوم ام 210 هي شاحنة من صنع الشركة الوطنية للعربات الصناعية. تعد الشاحنة عسكرية بالدرجة الأولى ، لكنها تستخدم أيضاً من طرف مصالح الوقاية المدنية إضافةً إلى بعض الشركات الوطنية بحيث يتم توظيفها كرافعة في غالب الأحيان .
- قوة محرك الشاحنتين حسب الأرقام التي تتبع الحرف "م"
- م210 هي الشاحنة الفائزة بالمركز الأول لرالي داكار سنة 1980 .

## وصلات خارجية
- http://snvi-dz.blogspot.com/2011/11/snvi-m120.html
- http://snvi-dz.blogspot.com/2011/11/m210-230.html
- snvigroupe.dz